# Carlos Guimard
Carlos Enrique Guimard (Santiago del Estero, 6 d'abril de 1913 - 11 de setembre de 1998), va ser un jugador d'escacs argentí, que tenia el títol de Gran Mestre des de 1960.
|  |

## Resultats destacats en competició
Va ser campió de l'Argentina en tres ocasions:
el 1936 en guanyar Roberto Grau al matx de desempat (+4 -0 =4),
el 1937 en guanyar Luis Piazzini (amb un rotund +7 -2 =1)
i el 1941 en superar Carlos Maderna per les encara més contundents xifres de (+7 -0 =2).
Va obtenir el primer premi a Berlín 1937 (juntament amb Ludwig Rellstab), per davant Fritz Saemisch i Alfred Brinckmann.
El març de 1941 fou vuitè al IV Torneig de Mar del Plata, (el campió fou Gideon Stahlberg).
Va compartir el 15è lloc (de 20 participants) al fort Magistral de Groningen de 1946, el primer torneig de màxim nivell mundial disputat després de la segona guerra mundial, i que fou guanyat per Mikhaïl Botvínnik). Aquell mateix any va aconseguir el tercer lloc al fort Torneig Internacional de Barcelona, per darrere de Miguel Najdorf i Abe Yanofsky. La FIDE li va atorgar el títol de Mestre Internacional el 1950. Va compartir el quart lloc en el fort torneig de Buenos Aires 1960, on va aconseguir el títol de Gran Mestre. Fou tretzè de 21 participants en l'Interzonal de Göteborg 1955, i desè de 22 a l'Havana 1962.

### Participació en competicions per equips
Guimard va participar, representant l'Argentina, en quatre Olimpíades d'escacs, els anys 1937, 1939, 1950, i 1954 (amb un total de 32½ punts de 49 partides, un 66,3%). A les edicions de 1937 i 1939 hi participà sense títol, i a les de 1950 i 1954 hi participà com a MI. Va obtenir-hi un total de tres medalles d'argent, una d'individual el 1937, i dues per equips, el 1950 i 1954.
| Any  | Olimpíada      | Ciutat       | Tauler | Guanyades | Taules | Perdudes | %    | Posició indiv.   | Posició equip    |
| ---- | -------------- | ------------ | ------ | --------- | ------ | -------- | ---- | ---------------- | ---------------- |
| 1937 | VII Olimpíada  | Estocolm     | 4t     | 8         | 6      | 2        | 68,8 | Medalla de plata | 4                |
| 1939 | VIII Olimpíada | Buenos Aires | 4t     | 9         | 5      | 3        | 67,6 | 4                | 5                |
| 1950 | IX Olimpíada   | Dubrovnik    | 3r     | 4         | 4      | 2        | 60,0 | 4                | Medalla de plata |
| 1954 | XI Olimpíada   | Amsterdam    | 4t     | 3         | 2      | 1        | 66,7 | -                | Medalla de plata |

### Contribució a la teoria dels escacs
Guimard fou també periodista, dirigent i organitzador de torneigs d'escacs. Com a jugador, va tenir un joc vigorós i dinàmic d'estil clàssic.
Va ser el creador de la variant que porta el seu nom, dins la defensa francesa: 1.e4 e6 2.d4 d5 3.Cd2 Cc6!? ("Només sé que he d'atacar el peó de d4", així va expressar la seva idea en un reportatge).